# Нельсон, Лео Томович
Нельсон Авуа-Сиав Ле́о То́мович (род. 8 августа 1980, Москва) — российский футболист, а также руководитель департамента по работе с клиентами фитнес-клуба WeGym-Кутузовский.

## Карьера
Нельсон родился в Москве. Его отец — выходец из Ганы, мать — русская. Воспитанник СДЮШОР ЦСКА. Вызывался в юношескую сборную России до 19 лет. В 17 лет попал в команду «Торпедо-Лужники». В середине 2000 года перешёл в липецкий «Металлург», в котором отметился победным голом в ворота «Зенита» в 1/16 финала Кубка России. В дальнейшем выступал в чемпионатах Казахстана, Белоруссии и за ряд клубов первого и второго дивизионов России. В 2009 году Нельсон завершил свою карьеру и занялся ресторанным бизнесом. C 2010 занимается маркетингом фитнес-клубов премиум класса в Москве. С 2012 года по н.в. — руководитель департамента по работе с клиентами фитнес-клуба WEGYM-КУТУЗОВСКИЙ.
Принимал участие в ток-шоу «Давай поженимся», выходящем на Первом канале.

## Достижения
- Чемпион Казахстана: 2001 . Обладатель кубка Казахстана сезона 2000—2001. Мастер спорта республики Казахстан по футболу.